# 危険がいっぱい
『危険がいっぱい』（きけんがいっぱい、Les félins）は1964年のフランスの犯罪映画。監督はルネ・クレマン、出演はアラン・ドロンとジェーン・フォンダなど。アメリカ合衆国の作家デイ・キーンの1954年の小説『危険がいっぱい』（日本語訳は早川書房から刊行。原題：Joy House　喜びの家）を原作としている。
監督デビューする前のコスタ＝ガヴラスが助監督を務めている。

## ストーリー
いかさまカード師のマルクは、アメリカでギャングの妻に手を出したためフランスに逃げ帰って来るが、追って来たギャングの手下らに殺されかける。運良く難を逃れたマルクは、ふとしたことから大富豪の未亡人バーバラ・ヒルの運転手として雇われ、屋敷内で暮らすことになる。そんなマルクを、バーバラの従妹で、屋敷で使用人のように働いているメリンダは深く愛するようになるが、マルクはメリンダを子供扱いするだけで、気持ちはバーバラに向かっていた。
屋敷内の様子を不審に思ったマルクは、バーバラが2年前に愛人のスキー教師ヴァンサンを使ってアメリカ人の夫を殺させ、代わりにヴァンサンを屋敷内の秘密の部屋に匿っていることを知る。実はバーバラはマルクのパスポートを使ってヴァンサンと南米に逃げるつもりでいたのだ。その計画を知ったマルクは、逆にバーバラを誘惑し、ヴァンサンに代わってバーバラと南米に行く計画を立てる。ところが、マルクの計画を知ったメリンダはマルクを引き止めるために偽の電報をバーバラに打つ。それはバーバラがマルクやヴァンサンの他に本命の恋人がいることを示すもので、その内容を知ったマルクは激怒し、バーバラに詰め寄る。バーバラは何者かの陰謀だと言うが、マルクは信用しない。何とかその場から逃げ出したバーバラだったが、マルクとの会話を盗み聞きし、怒り狂ったヴァンサンに射殺されてしまう。更にヴァンサンはマルクをも殺そうとするが、そこにマルクを追って来たギャングの手下らが現れ、マルクと同じ運転手の制服を着たヴァンサンを誤って射殺してしまう。人違いに気付いた彼らは、マルクだと思って追って来た運転手がそもそもヴァンサンだったと思い込み、マルクの行方を追ってその場を後にする。
バーバラとヴァンサンの死体を始末し、そのまま姿を消すと言うマルクを何とか引き止めたいメリンダは、わざと警官に死体を発見させる。マルクはとっさに逃げ出すが、そのために殺人犯と見なされ指名手配されることになる。メリンダはそんなマルクをかつてヴァンサンが隠れ住んでいた秘密の部屋に匿う。

## キャスト
※括弧内は日本語吹替（テレビ版、初回放送1975年11月7日『ゴールデン洋画劇場』）
- マルク：アラン・ドロン（野沢那智）
- メリンダ：ジェーン・フォンダ（北島マヤ）
- バーバラ：ローラ・オルブライト（英語版）（阪口美奈子）
- ヴィンセント：オリビエ・デスパ（大塚国夫）
- ロフタス：カール・ステューダー（フランス語版）（和田文夫）
- ハリー：ソレル・ブルック（英語版）（西桂太）
- ミック：ニック・デル・ネグロ（寺島幹夫）

## 評価
Rotten Tomatoesによれば、6件の評論のうち高評価は33%にあたる2件で、平均して10点満点中6.3点を得ている。